# 奧珀丘尼蒂 (內布拉斯加州)
奧珀丘尼蒂（英語：Opportunity）是位於美國內布拉斯加州霍爾特縣的非建制地區。

## 歷史
奧珀丘尼蒂的郵局於1910年設立，其後於1942年停運。

## 地理
奧珀丘尼蒂所處的海拔為高於海平面586米（即1923英呎），而該地所採用的時區為UTC-6，即北美中部时区（CST）。同時該地設有夏令時間，為UTC-6調快一小時，即UTC-5（CDT）。